# ジョヴァンナ・ダラゴーナ (1477-1510)
ジョヴァンナ・ダラゴーナ（Giovanna d'Aragona, 1478年 - 1510年）は、イタリアの貴族女性。南伊の小国アマルフィ公国の公爵夫人となり、同国の摂政（在位1498年 - 1510年）を務めた。その悲劇的な末路が欧州社会にスキャンダラスな衝撃を与え、複数の文学作品の題材となった。

## 生涯
ナポリ王フェルディナンド1世の庶子の1人ジェラーチェ侯爵エンリコ・ダラゴーナとその妻ポリッセナ・ヴェンティミーリアの間の三女。男女の双子として生まれ、片割れの男児はカルロという。誕生前後に父を亡くし、1490年12歳の時に従兄のアマルフィ公爵アルフォンソ1世・ピッコローミニと結婚。1498年夫がチェラーノ伯との抗争で敗死した際にジョヴァンナは妊娠しており、夫の死から5か月後の1499年3月に男児アルフォンソ2世を出産、この子は直ちに公爵位を襲爵した。ジョヴァンナは幼い息子の摂政に着任した。
ジョヴァンナは自分の所領の経営を執事のアントニオ・ベッカデッリ・ディ・ボローニャに任せていた。2人はすぐに男女の仲になり、秘密結婚して間に2人の子をもうけた。ジョヴァンナの家族はナポリ王家の眷属という高貴な血統に連なっており、ジョヴァンナが使用人と通じていることを許すはずがないため、この秘密結婚はジョヴァンナの家族には内緒にされていた。2人の子、男児フェデリーコと女児ジョヴァンナは母公爵夫人とは引き離されて養育され、母子の面会は秘密裏に行われた。
1510年11月、ジョヴァンナはベッカデッリとの第3子を妊娠し、もはや秘密を隠し通すのは難しいと確信したらしい彼女は、ロレートの聖母に詣でると称して大勢の従者を連れ、急にアマルフィを発った。実際には、ロレートはベッカデッリが待つアンコーナへの逃避行の途上にあった。ロレートのサントゥアリオ・デッラ・サンタ・カーザに詣でた後、ジョヴァンナはナポリ王国の国境を越えてアンコーナ共和国領へ入ろうと先を急いだ。アンコーナに到着すると彼女は従者たちに事情を説明し、従者の大半はアマルフィに戻った。この地でジョヴァンナは赤子を出産した。ところがジョヴァンナの長兄ルイジ枢機卿の圧力より、一家はアンコーナから追放される。一家はシエーナに移り、そこからヴェネツィア共和国へ亡命しようと試みるが失敗、ジョヴァンナと3人の子供たちはアラゴン家一族の従者たちに捕まり、アマルフィに強制送還された。ベッカデッリだけがミラノへの逃亡に成功した。ジョヴァンナと側仕えのメイド、3人の子供たちは以後消息を絶ち、殺害されたと推測される。

## 死後
ミラノに逃れたベッカデッリは、囚われた妻子は監禁されているが存命中だと信じ、彼らが殺されているとは考えていなかった。彼もまた1513年刺客によって殺された。ベッカデッリはミラノでマッテオ・バンデッロと知り合い、バンデッロは後にこの事件を題材とした物語を公表、この物語が注目を浴びて多くの著作家に引用されるようになる。バンデッロは公爵夫人とメイド、子供たちは公爵夫人の兄弟の指示を受けた刺客によって刺殺されたと断定したが、本当の最期がどのようなものだったかは不明である。
地元アマルフィに伝わる民俗伝承では、公爵夫人たちはアトラーニの見張り塔トーレ・デロ・ジロで死んだという。

## 文学作品
ジョヴァンナの悲劇的な物語は、マッテオ・バンデッロによる叙述を通して西欧の文学界に広まり、多くの文学作品を生み出した。代表的なものは以下の通り。
- ウィリアム・ペインター（英語版）『快楽の宮殿（The Palace of Pleasure）』
- ジョン・ウェブスター『モルフィ公爵夫人（英語版）』
- ロペ・デ・ベガ『アマルフィ公爵夫人の家宰（El mayordomo de la Duquesa Amalfi）』

## 引用・脚注
1. 1 2 3 4  Charles R. Forker, Skull beneath the Skin: The Achievement of John Webster, Southern Illinois University Press, Carbondale, IL., 1986, p.115.
2. 1 2  "The Duchess of Amalfi", The Home friend, SPCK, 1854, pp.452 ff.
3. ↑  Leah Marcus (ed), The Duchess of Malfi, Bloomsbury, pp.17ff.
4. ↑  Yvonne Labande-Mailfert, Edmond René Labande, Naples and Its Surroundings, N. Kaye, 1955, p.191.